# I Liceum Ogólnokształcące im. Tadeusza Kościuszki w Wieluniu
I Liceum Ogólnokształcące im. Tadeusza Kościuszki w Wieluniu – szkoła średnia w Wieluniu. Liceum jest połączone z halą sportową WOSiR.

## Historia

### Lata 1906–1918[1]
- 15 stycznia 1906 – Uroczyste otwarcie 4-letniej prywatnej szkoły realnej z polskim językiem wykładowym;
- 1908 – Utworzenie prywatnej 4-klasowej szkoły realnej o profilu handlowym;
- 1911 – Utworzenie 7-klasowej prywatnej szkoły handlowej;
- 1914 – Rada Opiekuńcza Szkoły nabyła nieruchomość przy ul. Gaszyńskiej (obecnie Śląskiej);
- 15 września 1917 – Uroczyste nadanie szkole imienia Tadeusza Kościuszki;
- 1917-1918 – Przekształcenie na 8-klasową Wyższą Szkołę Realną im. T. Kościuszki
- 1918 – Nieudana próba przekształcenia szkoły prywatnej na rządową.

### Lata 1918–1939[2]
- 1922 – Przyznanie szkole pełnych uprawnień gimnazjum państwowego;
- 1924 – Ufundowanie tablicy poświęconej uczniom szkoły poległym w latach 1918–1920 (zniszczona w 1939, odtworzona po wojnie);
- 1926 – Zmiana nazwy szkoły na 8-klasowe Gimnazjum Męskie im. Tadeusza Kościuszki w Wieluniu;
- 1928 – Utrata przez gimnazjum praw szkoły państwowej;
- 1932 – Diecezja Częstochowska przejmuje zarząd nad gimnazjum, zmiana nazwy na Prywatne Gimnazjum Męskie im. T. Kościuszki Diecezji Częstochowskiej o profilu humanistycznym;
- 1933 – Oddanie do użytku nowego budynku szkoły auli – sali gimnastycznej
- Wrzesień 1939 – Przerwanie działalności szkoły;
- 1939-1945 – Tajne indywidualne nauczanie.

### Okres powojenny[3]
- 16 lutego 1945 – Ponowne otwarcie szkoły;
- 26 sierpnia 1948 – W wyniku reformy oświaty wprowadzono jednolite liceum ogólnokształcące;
- 1957 – Oddanie do użytku budynku szkolnego łączącego aula – salę gimnastyczną z budynkiem przy ul. Śląskiej;
- 27 maja 1958 – Przywrócenie szkole nazwy Liceum Ogólnokształcące im. T. Kościuszki;
- 1 września 1964 – Oddanie do użytku nowego budynku internatu przy ul. Śląskiej 23;
- 16 lutego 1964 – Przekazanie liceum przez Komitet Rodzicielski nowego sztandaru szkoły;
- 1 września 1997 – Oddanie do użytku nowego budynku szkoły przy ul. Nadodrzańskiej.

## Dyrektorzy szkoły
- Jakub Huisson (1906-1907)
- Konrad Packiewicz (1907-1913)
- Włodzimierz Korab – Kokowski (1913-1917)
- Wacław Sokół – Kotyłowski (1917-1925)
- Wacław Jezierski (1925-1927)
- Franciszek Paczosa (1927-1931)
- Ludomir Fabrycy (1931-1932)
- ks. dr Stanisław Unifarski (1932-1934)
- ks. Stefan Banasiński (1934-1939)
- ks. Ludwik Gietyngier (wybuch wojny uniemożliwił mu objęcie stanowiska)
- Wojciech Rzutkowski (1945-1948)
- Aleksander Wiankowski (zast. M. Siemiński, I. Domański) (1948-1950)
- Włodzimierz Doroszczak (1950-1951)
- Jan Kołodziejczyk (1951-1958)
- Janina Ziemska (1958-1968)
- Eugeniusz Moździerz (1968-1991)
- Wielisława Łukomska (1992-2003)
- Zbigniew Wiśniewski (od 2004)[4]

## Absolwenci (m.in.)
- Maria Aulich – pedagog, poetka, dziennikarka;
- Leszek Benke – aktor filmowy i teatralny;
- Marita Benke – Gajda – artystka rzeźbiarka;
- Krzysztof Dudek – prawnik, adwokat, b. dyrektor Narodowego Centrum Kultury, dyrektor naczelny Teatru Nowego w Łodzi;
- Piotr Fita – profesor fizyki na Uniwersytecie Warszawskim;
- Marek Gruszczyński – ekonomista, ekonomik, profesor zwyczajny w SGH;
- Ireneusz Kania – tłumacz, poliglota;
- Andrzej Niekrasz – grafik, nauczyciel akademicki, profesor sztuk pięknych;
- Nina Pawlaczyk – poetka, polonistka, bibliotekarka;
- Janusz Pęcherz – chemik, doktor nauk chemicznych, nauczyciel akademicki, samorządowiec, b. prezydent Kalisza, senator X kadencji;
- Marcin Przydacz – adwokat, urzędnik państwowy, b. podsekretarz stanu w MSZ, szef Biura Polityki Międzynarodowej Kancelarii Prezydenta RP;
- Paweł Rychlik – samorządowiec, farmaceutka, polityk, poseł na Sejm VIII i IX kadencji;
- Krzysztof Szaflik – ginekolog;
- Jan Wątroba – biskup diecezji rzeszowskiej;
- Bartosz Włodarczyk – aktor;
- Katarzyna Włodarek – reprezentowała Polskę podczas konkursu Miss Universe w Las Vegas[5].

## Ranking
| Rok          | 2015 | 2016 | 2017 | 2018 | 2019 | 2020 | 2021 | 2022 | 2023 | 2024 | 2025 |
| ------------ | ---- | ---- | ---- | ---- | ---- | ---- | ---- | ---- | ---- | ---- | ---- |
| Wieluń       | 1    | 1    | 1    | 1    | 1    | 1    | 1    | 1    | 1    | 1    | 1    |
| Woj. łódzkie | 12   | 16   | 19   | 15   | 16   | 18   | 15   | 22   | 29   | 19   | 17   |
| Polska       | 144  | 155  | 206  | 149  | 212  | 215  | 230  | 274  | 382  | 291  | 257  |